# Norair Nurikjan
Norair Nurikyan (bulharsky: Норайр Нурикян; arménsky: Նորայր Նուրիկյան, 26. července 1948 Sliven – 11. března 2025) byl bulharský vzpěrač arménské národnosti. Vybojoval dvě zlaté olympijské medaile, na olympijských hrách v Mnichově roku 1972 ve váze do 60 kilogramů a na olympijských hrách v Montréalu roku 1976 ve váze do 56 kilogramů. Byl také dvojnásobným mistrem světa (1972, 1976) a mistrem Evropy (1976). Během své kariéry překonal čtyři světové rekordy. V roce 1994 byl uveden do mezinárodní vzpěračské síně slávy.
V mládí začínal s basketbalem, ale neměl dostatečnou výšku. Poté ho objevil slavný bulharský vzpěračský trenér Ivan Abadžiev, jemuž Nurikjan vždy připisoval své úspěchy. Po skončení závodní kariéry se také stal jeho asistentem u bulharské reprezentace, posléze sám jako trenér reprezentaci krátce vedl.